# Iddrisu Baba
Iddrisu Baba (* 22. Januar 1996 in Accra) ist ein ghanaisch-spanischer Fußballspieler.

## Karriere

### Klub
Er startete seine Karriere in der Jugend von Leganés und wechselte zur Saison 2014/15 auf Leihbasis von der dortigen U19 in die von RCD Mallorca. Dort schaffte er es zur Spielzeit 2015/16 auch in die B-Mannschaft. Nach dieser Spielzeit endete schließlich seine Leihe und kehrte erst einmal wieder zur Leganés zurück, wo er auch in der B-Mannschaft war. Dort verblieb er jedoch nicht, sondern wechselte fest zu seinem vorherigen Leihklub. Nach einer weiteren Spielzeit in der B-Mannschaft, wurde er hiervon wiederum wieder zum Barakaldo CF, für die Laufzeit der Spielzeit 2017/18 verliehen. Nach dem Ende der Leihe rückte er dann schließlich auch final in den Kader der ersten Mannschaft vor.

### Nationalmannschaft
Seinen ersten bekannten Einsatz für die ghanaische A-Nationalmannschaft hatte er am 14. November 2019, bei einem 2:0-Sieg über Südafrika, während der Qualifikation für den Afrika-Cup 2022. Nach weiteren Qualifikationsspielen wurde er auch in den Qualifikationsspielen für die Weltmeisterschaft 2022 eingesetzt. Bei der Endrunde des Afrika-Cup 2022, war er schließlich auch Teil des Kaders und kam dort in zwei Gruppenspielen zum Einsatz.